# イヴァン・ウンコフスキー

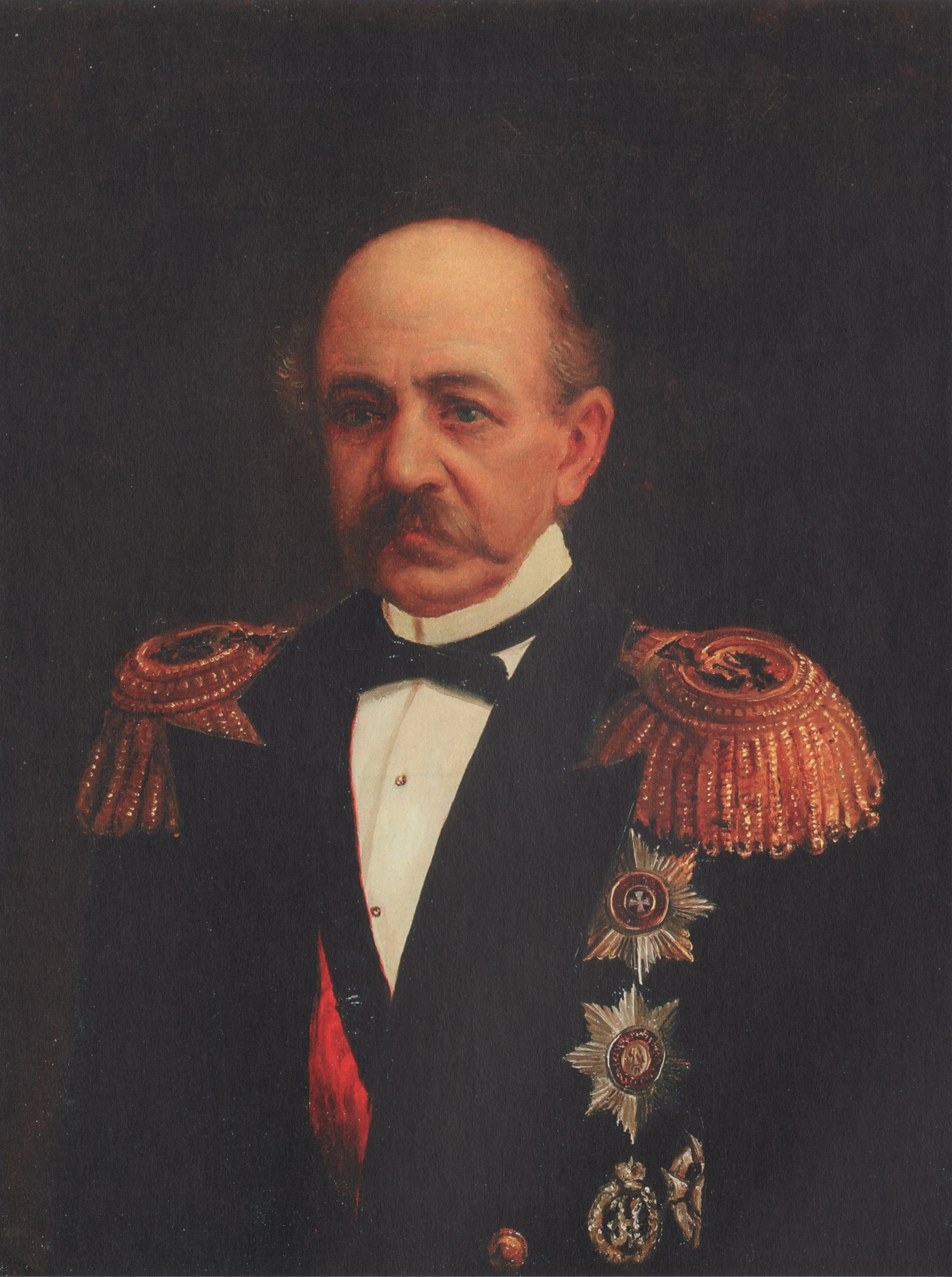
ゲオルク・フォン・ボートマンによる肖像画。

イヴァン・セミョーノヴィチ・ウンコフスキー（Ива́н Семёнович У́нковский、姓はウニコフスキーとも、1822年3月29日 – 1886年8月11日）は、ロシア帝国海軍の軍人。エフィム・プチャーチンとニコライ・ムラヴィヨフ＝アムールスキーの来日にあたり、軍艦艦長として随行した。帰国後はヤロスラヴリ県知事を務めた。
本項における日付はいずれもユリウス暦である。

## 略歴
1822年3月29日、ロシア帝国カルーガ県ペレムィシュリ郡コリシェヴォの村で生まれた。1839年/1840年に海軍幼年学校を卒業すると、1840年にバルチック艦隊に配属された。1841年に黒海艦隊に転じ、1851年に再びバルチック艦隊に転じた。黒海艦隊では1842年より艦隊司令官ミハイル・ペトロヴィチ・ラザレフの副官を務めた。
バルチック艦隊では1852年から1854年までフリゲートのパルラダ号艦長を務め、エフィム・プチャーチンが日本との開港交渉に派遣されたときに来日した（このときの軍階は海軍少佐だった）。1855年にもパルラダ号で日本海における朝鮮東海岸のうち、北緯35度から42分20度までの部分を測量して記載を行った。このときにオルガ湾やピョートル大帝湾におけるポシェト湾を発見している。1857年から1860年までフリゲートのアスコルド号の艦長を務め、1859年のニコライ・ムラヴィヨフ＝アムールスキーによる対日交渉にあたり、来日したロシア艦隊の司令官を務めた。1860年、海軍少将に昇進した。
1861年から1877年までヤロスラヴリ県知事を務め、1873年に元老院議員に就任した。1880年に聖アレクサンドル・ネフスキー勲章、1883年に一等聖ウラジーミル勲章を授与された。
1886年8月11日、モスクワで死去した。